# 高柳町 (柏崎市)
高柳町（たかやなぎちょう）は、新潟県柏崎市にかつて設置されていた地域自治区。2005年5月1日に柏崎市が編入した旧刈羽郡高柳町（たかやなぎまち）の区域に設置された。区内の事務を執り行う高柳町事務所は旧高柳町役場である。区内の住所表記は、大字の上に地域自治区名が冠せられていた。
2015年4月30日に廃止された。 

## 沿革
- 2005年（平成17年）5月1日 - 柏崎市に高柳町及び西山町が編入される。同時に旧高柳町の区域に柏崎市の地域自治区「高柳町」として設置される。
- 2015年（平成27年）4月30日 - 地域自治区としての高柳町の設置期間が終了[1]。